# Найсильніша людина Європи
Найсильніша людина Європи — щорічне змагання серед стронгменів з різних країн яке проходить щорічно в різних містах Європи з 1980 року. Брати участь у цьому змаганні має право спортсмен лише з європейської країни. Нинішнім рекордсменом за кількістю перемог є поляк Маріуш Пудзяновський (6 перемог). Жидрунас Савіцкас, Джефф Кейпс та Ріку Кірі принесли своїм країнам по три перемоги. 2010 року Найсильніша людина Європи як змагання було зараховано як частина сезону Велетні НаЖиво.

## Таблиця що до участі
| Рік  | Переможець               | 2 місце                  | 3 місце                  | Розташування            |
| ---- | ------------------------ | ------------------------ | ------------------------ | ----------------------- |
| 1980 | Джефф Кейпс              | Річард Слейні            | Вінценз Гортнаґл         | Лондон                  |
| 1981 | Ларс Гедлунд             | Джефф Кейпс              |                          | Швеція                  |
| 1982 | Джефф Кейпс              | Саймон Вулфс             | Роджер Екстрем           | Амстердам               |
| 1983 | Саймон Вулфс             | Джефф Кейпс              | Йон Палл Сігмарссон      | Нідерланди              |
| 1984 | Джефф Кейпс              | Аб Волдерс               | Рудольф Кастер           | Маркен                  |
| 1985 | Йон Палл Сіґмарссон      |                          |                          | Ісландія                |
| 1986 | Йон Палл Сіґмарссон      |                          |                          | Португалія              |
| 1987 | Аб Волдерс               | Джефф Кейпс              | Йон Палл Сіґмарссон      | Голландія               |
| 1988 | Джеймі Рівз              | Йон Палл Сіґмарссон      | Марк Гіґґінс (стронгмен) | Голландія               |
| 1989 | Джеймі Рівз              | Марк Гіґґінс (стронгмен) | Йон Палл Сіґмарссон      | Ісландія                |
| 1990 | Геннінґ Торсен           | Тед ван дер Перр         | Марк Гіґґінс (стронгмен) | Данія                   |
| 1991 | Ґері Тейлор/ Форбс Коуен | Джеймі Рівз              | Тед ван дер Перр         | Англія                  |
| 1992 | Ласло Фекете             | Ілкка Нуммісто           | Маркку Суоненвірта       |                         |
| 1992 | Магнус вер Магнуссон     | Магнус вер Магнуссон     | Ґері Тейлор              | Данія                   |
| 1993 | Манфред Гоєберл          | Ґері Тейлор              | Магнус вер Магнуссон     | Норвегія                |
| 1994 | Магнус вер Магнуссон     |                          |                          |                         |
| 1994 | Манфред Гоєберл          | Магнус вер Магнуссон     | Ґері Тейлор              | Франція                 |
| 1995 | Ріку Кірі                | Юко Ахола                | Магнус вер Магнуссон     | Німеччина               |
| 1996 | Ріку Кірі                | Гайнц Оллеш              | Магнус вер Магнуссон     | Фінляндія               |
| 1997 | Ріку Кірі                | Магнус вер Магнуссон     | Беренд Венеберґ          | Голландія               |
| 1998 | Юко Ахола                | Магнус вер Магнуссон     | Свенд Карлсен            | Finland                 |
| 1999 | Юко Ахола                | Реґін Ваґадал            | Магнус Самуельсон        | Фарерські острови       |
| 2000 | Беренд Венеберґ          | Магнус Самуельсон        | Ярек Димек               | Севенум                 |
| 2001 | Свенд Карлсен            | Янне Віртанен            | Магнус Самуельсон        | Гельсінкі               |
| 2002 | Маріуш Пудзяновський     | Ярек Димек               | Свенд Карлсен            | Ґдиня                   |
| 2003 | Маріуш Пудзяновський     | Ярек Димек               | Раймондс Берґманіс       | Сандомир                |
| 2004 | Маріуш Пудзяновський     | Томаш Новотняк           | Жидрунас Савіцкас        | Єленя-Ґура              |
| 2005 | Ярек Димек               | Янне Віртанен            | Михайло Старов           | Плоцьк                  |
| 2006 | Змагання не проводилися  | Змагання не проводилися  | Змагання не проводилися  | Змагання не проводилися |
| 2007 | Маріуш Пудзяновський     | Стоян Тодорчев           | Себастьян Вента          | Лодзь                   |
| 2008 | Маріуш Пудзяновський     | Ґжеґож Шиманський        | Славомир Точек           | Щецинек                 |
| 2009 | Маріуш Пудзяновський     | Кшиштоф Радзіковський    | Матеуш Барон             | Бартошице               |
| 2010 | Жидрунас Савіцкас        | Террі Голландс           | Марк Фелікс              | Лондон                  |
| 2011 | Змагання не проводилися  | Змагання не проводилися  | Змагання не проводилися  | Змагання не проводилися |
| 2012 | Жидрунас Савіцкас        | Вітаутас Лалас           | Лоренс Шалаей            | Лідс                    |
| 2013 | Жидрунас Савіцкас        | Вітаутас Лалас           | Кшиштоф Радзіковський    | Лідс                    |
| 2014 | Гафтор Юліус Бйорнссон   | Йоганнес Ашйо            | Ґрем Гікс                | Лідс                    |
| 2021 | Люк Столтман             | Олексій Новіков          | Ґрем Гікс                | Лідс                    |
| 2022 | Олексій Новіков          | Люк Столтман             | Костянтин Джанашія       | Лідс                    |